# Navy One

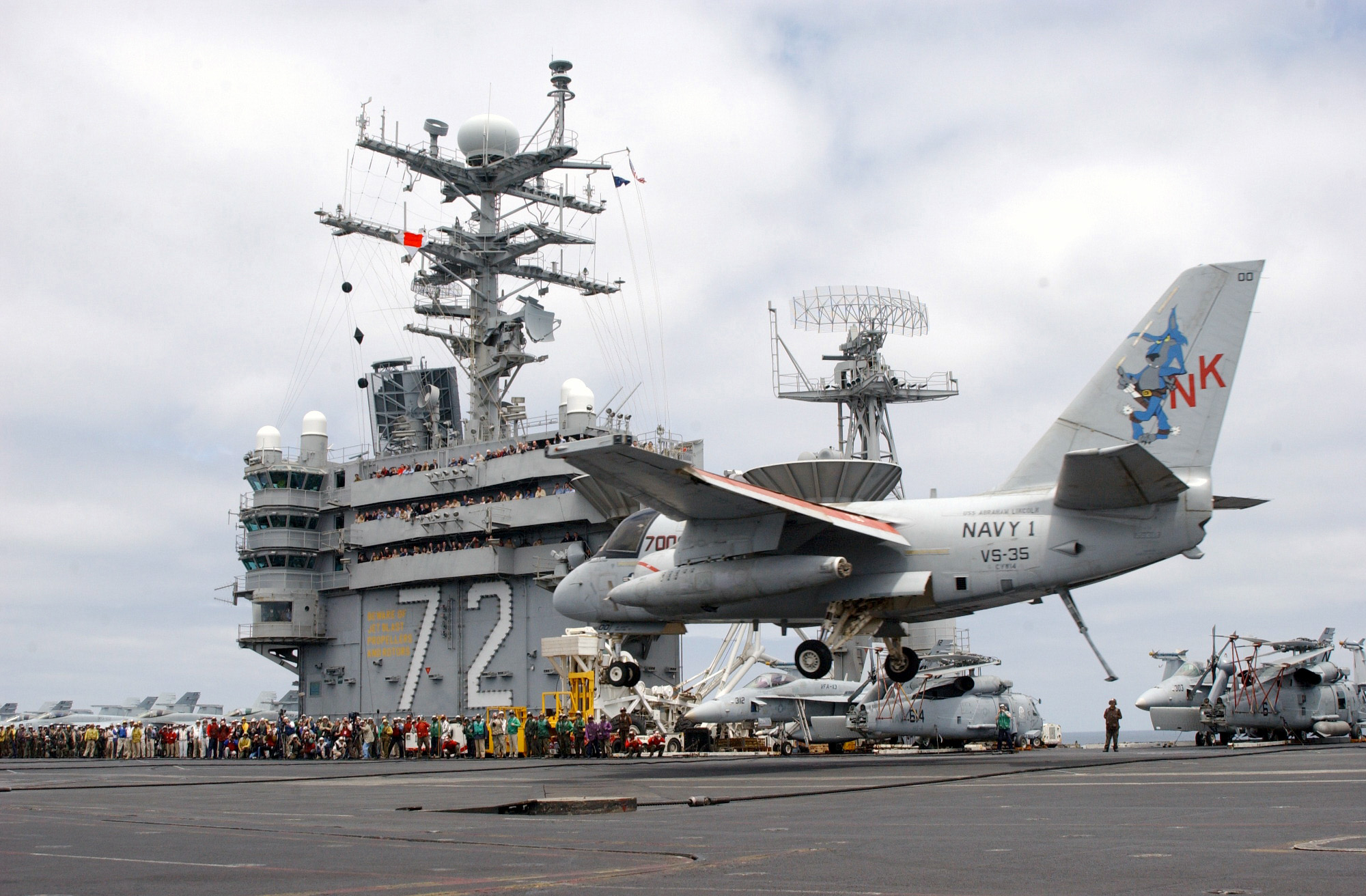
Il Navy One mentre atterra sulla portaerei Abraham Lincoln

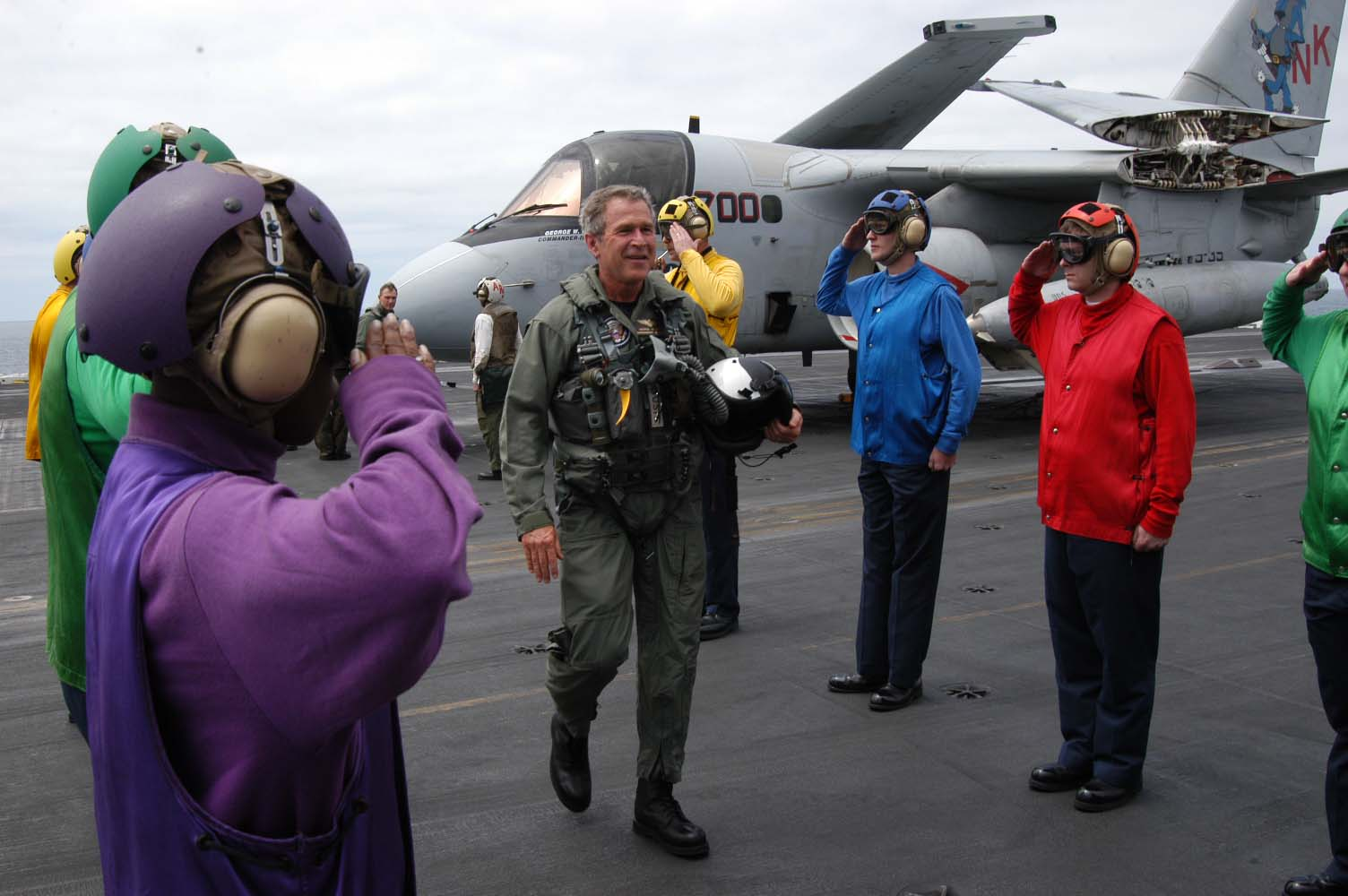
Il Presidente Bush, sbarcato dal Navy One, riceve gli onori dopo il suo atterraggio sulla Lincoln.

Navy One è l'identificativo radio di un qualsiasi velivolo della marina militare statunitense che trasporti il presidente degli Stati Uniti.
C'è stato un solo Navy One designato per questo scopo, un Lockheed S-3 Viking assegnato ai "Blue Wolves" del VS-35, che il 1º maggio 2003 trasportò il Presidente George W. Bush dalla base aeronavale North Island di San Diego sulla portaerei USS Abraham Lincoln, al largo della città. L'aereo venne pilotato dal comandante Skip "Loose" Lussier, e il presidente Bush sedette al posto del copilota; l'ufficiale di volo fu invece il luogotenente Ryan "Wilson" Phillips. Sulla fiancata del velivolo venne apposta la scritta "NAVY  1" e sotto il finestrino destro venne stampigliato "George W. Bush, commander-in-chief".
Per la prima (e ad oggi unica) volta nella storia, un velivolo della US Navy ha preso l'identificativo radio Navy One, facendo inoltre di George Bush il primo presidente a far visita ad una portaerei viaggiando in aereo, a differenza dei suoi predecessori che avevano sempre utilizzato elicotteri o imbarcazioni.
Il Navy One fu ritirato dal servizio il 17 luglio 2003 e messo in mostra al National Museum of Naval Aviation di Pensacola, Florida.
Nell'eventualità che un velivolo della marina trasportasse il vicepresidente, esso prenderebbe l'identificativo radio Navy Two.